# هود
هُود هو اسم لنبي يؤمن المسلمون أن الله أرسله إلى قبيلة من القبائل العربية البائدة، المتفرعة من أولاد سام بن نوح، وهي قبيلة عاد. وتحمل إحدى سور القرآن اِسمه وهي «سورة هود» ولقد ذكر اسمه 7 مرات، منها 5 في سورة هود وواحدة في كل من سورة الشعراء وسورة الأعراف. يُنسب له اسم عابر حفيد نوح في النصوص اليهودية بسبب أنه له نفس نسب هود الذي سمّي هناك بـ عابر.

## نسبه
اختلف في نسب هود إلى ثلاث اقاويل:

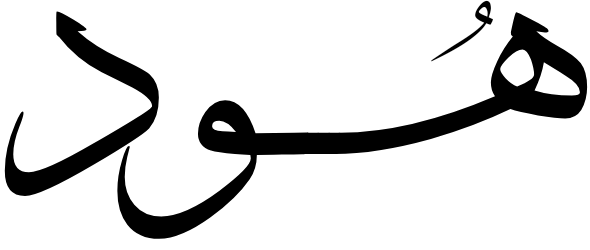
اسم هود بخط الثلث.

- هود بن عبد الله بن رباح بن الخلود بن عاد بن عوص بن إرم بن سام بن نوح.[9]
- هود بن عبد الله بن رياح بن حارث بن عاد بن عوص بن إرم بن سام بن نوح.[10]
- هود بن شالخ بن أرفخشذ بن سام بن نوح بن لامك بن متوشلخ بن إدريس بن يارد بن مهلانيل بن قينان بن آنوش بن شيث بن آدم.[4][5][6][7][8]

قال الطبري: «ومن أهل الأنساب من يزعم أن هودًا هو عابر بن شالخ بن أرفخشد بن سام بن نوح». وذكره ابن قتيبة على أنه هو المرجح عنده. والقولان الأول والثاني أوجه من القول الثالث؛ لأن تسميته بما سماه به القرآن الكريم أولى، ولأن الثالث يدل على قرب عهد هود بنوح عليهما السلام، ومثل هذا الزمن القريب يستبعد فيه انتشار الوثنية وعودة الناس إلى الكفر إلى درجة أنهم نسوا ما كان عليه أسلافهم ولم يذكروا إلا أسلافا قد انغمسوا في الكفر، كما أن قبيلة عاد كانت على مستوى من التمكين الذي يقتضي كثرة العدد، ولا يظن أن تكون قد بلغت هذا المبلغ في هذه الفترة الزمنية القصيرة. كما أن هذا القول يخرج نسب هود من قوم عاد ويجعله لا يلتقي معهم إلا في سام بن نوح، والمعلوم أن أخا القوم منهم.
قال تعالى: {وَإِلَىٰ عَادٍ أَخَاهُمْ هُودًا ۚ قَالَ يَا قَوْمِ اعْبُدُوا اللَّهَ مَا لَكُم مِّنْ إِلَٰهٍ غَيْرُهُ ۖ إِنْ أَنتُمْ إِلَّا مُفْتَرُونَ} [سورة هود آية ٥٠]. أي: أخوهم في النسب لا في الدين، وأخو القوم واحد منهم، قال الرازي: «واعلم أنه تعالى وصف هودًا بأنه أخوهم ومعلومٌ أن تلك الأخوة ما كانت في الدين، وإنما كانت في النسب، لأن هودًا كان رجلًا من قبيلة عادٍ، وهذه القبيلة كانت قبيلةً من العرب ونظيره ما يقال للرجل: يا أخا تميمٍ ويا أخا سليمٍ، والمراد رجلٌ منهم».
لهذا فالأمر يدور بين القول الأول والثاني والاختلاف بينهما في اسم الجد الثاني هل اسمه الخلود أم الحارث، ولا يمكن الترجيح بينهما لعدم وثوق المصادر، ولكنهما يقتضيان رجوع نسب هود إلى عاد، وهذا النسب هو المشتهر عند المؤرخين والنسابين.
يفسر بعض المسلمون أن نوح لم يكن من أبناء إدريس، لورود حديث صححه البخاري، حيث يورد الحديث أن محمداً التقى إدريس في عروجه للسماء، وأن إدريس خاطبه قالا له:
«"مرحباً بالأخ الصالح والنبي الصالح"»، ويرون أنه لو كان محمداَ من أبنائه لقال: «"مرحبا بالإبن الصالح"».. ولأنهم يعتقدون بأن محمداً من أبناء نوح، فيستنتجون أن نوح ليس من أبناء إدريس".

## هود في القرآن
ورد ذكر هود في القرآن في سورة الشعراء: ﴿كَذَّبَتْ عَادٌ الْمُرْسَلِينَ ۝١٢٣ إِذْ قَالَ لَهُمْ أَخُوهُمْ هُودٌ أَلَا تَتَّقُونَ ۝١٢٤ إِنِّي لَكُمْ رَسُولٌ أَمِينٌ ۝١٢٥ فَاتَّقُوا اللَّهَ وَأَطِيعُونِ ۝١٢٦ وَمَا أَسْأَلُكُمْ عَلَيْهِ مِنْ أَجْرٍ إِنْ أَجْرِيَ إِلَّا عَلَى رَبِّ الْعَالَمِينَ ۝١٢٧﴾ سورة الشعراء الآيات 123-127.
وفي سورة هود: ﴿وَإِلَى عَادٍ أَخَاهُمْ هُودًا قَالَ يَا قَوْمِ اعْبُدُوا اللَّهَ مَا لَكُمْ مِنْ إِلَهٍ غَيْرُهُ إِنْ أَنْتُمْ إِلَّا مُفْتَرُونَ ۝٥٠ يَا قَوْمِ لَا أَسْأَلُكُمْ عَلَيْهِ أَجْرًا إِنْ أَجْرِيَ إِلَّا عَلَى الَّذِي فَطَرَنِي أَفَلَا تَعْقِلُونَ ۝٥١ وَيَا قَوْمِ اسْتَغْفِرُوا رَبَّكُمْ ثُمَّ تُوبُوا إِلَيْهِ يُرْسِلِ السَّمَاءَ عَلَيْكُمْ مِدْرَارًا وَيَزِدْكُمْ قُوَّةً إِلَى قُوَّتِكُمْ وَلَا تَتَوَلَّوْا مُجْرِمِينَ ۝٥٢ قَالُوا يَا هُودُ مَا جِئْتَنَا بِبَيِّنَةٍ وَمَا نَحْنُ بِتَارِكِي آلِهَتِنَا عَنْ قَوْلِكَ وَمَا نَحْنُ لَكَ بِمُؤْمِنِينَ ۝٥٣ إِنْ نَقُولُ إِلَّا اعْتَرَاكَ بَعْضُ آلِهَتِنَا بِسُوءٍ قَالَ إِنِّي أُشْهِدُ اللَّهَ وَاشْهَدُوا أَنِّي بَرِيءٌ مِمَّا تُشْرِكُونَ ۝٥٤ مِنْ دُونِهِ فَكِيدُونِي جَمِيعًا ثُمَّ لَا تُنْظِرُونِ ۝٥٥ إِنِّي تَوَكَّلْتُ عَلَى اللَّهِ رَبِّي وَرَبِّكُمْ مَا مِنْ دَابَّةٍ إِلَّا هُوَ آخِذٌ بِنَاصِيَتِهَا إِنَّ رَبِّي عَلَى صِرَاطٍ مُسْتَقِيمٍ ۝٥٦ فَإِنْ تَوَلَّوْا فَقَدْ أَبْلَغْتُكُمْ مَا أُرْسِلْتُ بِهِ إِلَيْكُمْ وَيَسْتَخْلِفُ رَبِّي قَوْمًا غَيْرَكُمْ وَلَا تَضُرُّونَهُ شَيْئًا إِنَّ رَبِّي عَلَى كُلِّ شَيْءٍ حَفِيظٌ ۝٥٧ وَلَمَّا جَاءَ أَمْرُنَا نَجَّيْنَا هُودًا وَالَّذِينَ آمَنُوا مَعَهُ بِرَحْمَةٍ مِنَّا وَنَجَّيْنَاهُمْ مِنْ عَذَابٍ غَلِيظٍ ۝٥٨ وَتِلْكَ عَادٌ جَحَدُوا بِآيَاتِ رَبِّهِمْ وَعَصَوْا رُسُلَهُ وَاتَّبَعُوا أَمْرَ كُلِّ جَبَّارٍ عَنِيدٍ ۝٥٩ وَأُتْبِعُوا فِي هَذِهِ الدُّنْيَا لَعْنَةً وَيَوْمَ الْقِيَامَةِ أَلَا إِنَّ عَادًا كَفَرُوا رَبَّهُمْ أَلَا بُعْدًا لِعَادٍ قَوْمِ هُودٍ ۝٦٠ وَإِلَى ثَمُودَ أَخَاهُمْ صَالِحًا قَالَ يَا قَوْمِ اعْبُدُوا اللَّهَ مَا لَكُمْ مِنْ إِلَهٍ غَيْرُهُ هُوَ أَنْشَأَكُمْ مِنَ الْأَرْضِ وَاسْتَعْمَرَكُمْ فِيهَا فَاسْتَغْفِرُوهُ ثُمَّ تُوبُوا إِلَيْهِ إِنَّ رَبِّي قَرِيبٌ مُجِيبٌ ۝٦١﴾ سورة هود الآيات 50-61.
ويذكر اسمه على لسان شعيب في الآية 89 من نفس السورة: ﴿وَيَا قَوْمِ لَا يَجْرِمَنَّكُمْ شِقَاقِي أَنْ يُصِيبَكُمْ مِثْلُ مَا أَصَابَ قَوْمَ نُوحٍ أَوْ قَوْمَ هُودٍ أَوْ قَوْمَ صَالِحٍ وَمَا قَوْمُ لُوطٍ مِنْكُمْ بِبَعِيدٍ ۝٨٩﴾ [هود:89]
وفي سورة الأعراف: ﴿وَإِلَى عَادٍ أَخَاهُمْ هُودًا قَالَ يَا قَوْمِ اعْبُدُوا اللَّهَ مَا لَكُمْ مِنْ إِلَهٍ غَيْرُهُ أَفَلَا تَتَّقُونَ ۝٦٥ قَالَ الْمَلَأُ الَّذِينَ كَفَرُوا مِنْ قَوْمِهِ إِنَّا لَنَرَاكَ فِي سَفَاهَةٍ وَإِنَّا لَنَظُنُّكَ مِنَ الْكَاذِبِينَ ۝٦٦ قَالَ يَا قَوْمِ لَيْسَ بِي سَفَاهَةٌ وَلَكِنِّي رَسُولٌ مِنْ رَبِّ الْعَالَمِينَ ۝٦٧ أُبَلِّغُكُمْ رِسَالَاتِ رَبِّي وَأَنَا لَكُمْ نَاصِحٌ أَمِينٌ ۝٦٨ أَوَعَجِبْتُمْ أَنْ جَاءَكُمْ ذِكْرٌ مِنْ رَبِّكُمْ عَلَى رَجُلٍ مِنْكُمْ لِيُنْذِرَكُمْ وَاذْكُرُوا إِذْ جَعَلَكُمْ خُلَفَاءَ مِنْ بَعْدِ قَوْمِ نُوحٍ وَزَادَكُمْ فِي الْخَلْقِ بَسْطَةً فَاذْكُرُوا آلَاءَ اللَّهِ لَعَلَّكُمْ تُفْلِحُونَ ۝٦٩ قَالُوا أَجِئْتَنَا لِنَعْبُدَ اللَّهَ وَحْدَهُ وَنَذَرَ مَا كَانَ يَعْبُدُ آبَاؤُنَا فَأْتِنَا بِمَا تَعِدُنَا إِنْ كُنْتَ مِنَ الصَّادِقِينَ ۝٧٠ قَالَ قَدْ وَقَعَ عَلَيْكُمْ مِنْ رَبِّكُمْ رِجْسٌ وَغَضَبٌ أَتُجَادِلُونَنِي فِي أَسْمَاءٍ سَمَّيْتُمُوهَا أَنْتُمْ وَآبَاؤُكُمْ مَا نَزَّلَ اللَّهُ بِهَا مِنْ سُلْطَانٍ فَانْتَظِرُوا إِنِّي مَعَكُمْ مِنَ الْمُنْتَظِرِينَ ۝٧١ فَأَنْجَيْنَاهُ وَالَّذِينَ مَعَهُ بِرَحْمَةٍ مِنَّا وَقَطَعْنَا دَابِرَ الَّذِينَ كَذَّبُوا بِآيَاتِنَا وَمَا كَانُوا مُؤْمِنِينَ ۝٧٢﴾ سورة الأعراف الآيات 65-72.
ويرى المفسرون أنه أشير إليه بـ«أخ عاد» في سورة الأحقاف: ﴿وَاذْكُرْ أَخَا عَادٍ إِذْ أَنْذَرَ قَوْمَهُ بِالْأَحْقَافِ وَقَدْ خَلَتِ النُّذُرُ مِنْ بَيْنِ يَدَيْهِ وَمِنْ خَلْفِهِ أَلَّا تَعْبُدُوا إِلَّا اللَّهَ إِنِّي أَخَافُ عَلَيْكُمْ عَذَابَ يَوْمٍ عَظِيمٍ ۝٢١ قَالُوا أَجِئْتَنَا لِتَأْفِكَنَا عَنْ آلِهَتِنَا فَأْتِنَا بِمَا تَعِدُنَا إِنْ كُنْتَ مِنَ الصَّادِقِينَ ۝٢٢ قَالَ إِنَّمَا الْعِلْمُ عِنْدَ اللَّهِ وَأُبَلِّغُكُمْ مَا أُرْسِلْتُ بِهِ وَلَكِنِّي أَرَاكُمْ قَوْمًا تَجْهَلُونَ ۝٢٣ فَلَمَّا رَأَوْهُ عَارِضًا مُسْتَقْبِلَ أَوْدِيَتِهِمْ قَالُوا هَذَا عَارِضٌ مُمْطِرُنَا بَلْ هُوَ مَا اسْتَعْجَلْتُمْ بِهِ رِيحٌ فِيهَا عَذَابٌ أَلِيمٌ ۝٢٤ تُدَمِّرُ كُلَّ شَيْءٍ بِأَمْرِ رَبِّهَا فَأَصْبَحُوا لَا يُرَى إِلَّا مَسَاكِنُهُمْ كَذَلِكَ نَجْزِي الْقَوْمَ الْمُجْرِمِينَ ۝٢٥ وَلَقَدْ مَكَّنَّاهُمْ فِيمَا إِنْ مَكَّنَّاكُمْ فِيهِ وَجَعَلْنَا لَهُمْ سَمْعًا وَأَبْصَارًا وَأَفْئِدَةً فَمَا أَغْنَى عَنْهُمْ سَمْعُهُمْ وَلَا أَبْصَارُهُمْ وَلَا أَفْئِدَتُهُمْ مِنْ شَيْءٍ إِذْ كَانُوا يَجْحَدُونَ بِآيَاتِ اللَّهِ وَحَاقَ بِهِمْ مَا كَانُوا بِهِ يَسْتَهْزِئُونَ ۝٢٦﴾ سورة الأحقاف الآيات 21-26.

## حياة هود مع قومه
لقد فصل القرآن الكريم قصة هود مع قومه عاد في نحو عشر سور، وأبرز ما فيها النقاط التالية:
1. إثبات نبوته ورسالته إلى عاد.
2. ذكر أن عاداً كانوا خلفاء في الأرض من بعد قوم نوح.
3. ذكر أن هؤلاء القوم كانوا:
  1. أقوياء أشداء، ممن زادهم الله بسطة في الخلق.
  2. مترفين في الحياة الدنيا، قد أمدهم الله بأنعام وبنين، وجنات وعيون، وألهمهم أن يتخذوا مصانع لجمع المياه فيها، وقصوراً فخمة شامخة، إلى غير ذلك من مظاهر النعمة والترف.
  3. يبنون على الروابي والمرتفعات مباني شامخة، ليس لهم فيها مصلحة تقصد إلاَّ أن تكون آيةً يتباهون بها، تُظهر قوتهم وبأسهم في الأرض.
  4. أهل بطش، فإذا بطشوا بطشوا جبارين.
  5. أصحاب آلهةٍ من الأوثان، يعبدونها من دون الله.
  6. ينكرون الدار الآخرة ويقولون: ﴿إِنْ هِيَ إِلَّا حَيَاتُنَا الدُّنْيَا نَمُوتُ وَنَحْيَا وَمَا نَحْنُ بِمَبْعُوثِينَ ۝٣٧﴾ سورة المؤمنون:37.[16]
4. ذكر أن هوداً دعاهم إلى الله بمثل دعوة الرسل، وأمرهم بالتقوى، وأنذرهم عقاب الله وعذابه، فكذبوه واستهزؤوا بدعوته، وأصروا على العناد، واتبعوا أمر كل جبار عنيد منهم، ولم يؤمن معه إلاَّ قليل منهم، فاستنصر بالله، فذكر القرآن له: ﴿قَالَ عَمَّا قَلِيلٍ لَيُصْبِحُنَّ نَادِمِينَ ۝٤٠﴾ سورة المؤمنون:40[17]، فأرسل الله عليهم الريح العقيم، ريحاً صرصراً عاتية، سخرها عليهم سبع ليالٍ وثمانية أيامٍ حسومٍ نحسات، تدمر كلّ شيء بأمر ربها، فما تذر من شيء أتت عليه إلاَّ جعلته كالرميم. فأهلكتهم، وأنجى الله برحمته هوداً والذين آمنوا معه، وتم بذلك أمر الله وقضاؤه ﴿وَأَمَّا عَادٌ فَأُهْلِكُوا بِرِيحٍ صَرْصَرٍ عَاتِيَةٍ ۝٦ سَخَّرَهَا عَلَيْهِمْ سَبْعَ لَيَالٍ وَثَمَانِيَةَ أَيَّامٍ حُسُومًا فَتَرَى الْقَوْمَ فِيهَا صَرْعَى كَأَنَّهُمْ أَعْجَازُ نَخْلٍ خَاوِيَةٍ ۝٧ فَهَلْ تَرَى لَهُمْ مِنْ بَاقِيَةٍ ۝٨﴾ سورة الحاقة:6-8.[18]

## قبر هود
كما هو الحال غالبا مع قبور الأنبياء هناك عدة مواقع يعتقد أنها قبر النبي هود، نذكر منها:
- يقال أنه في قرية مهجورة في حضرموت يطلق عليها اسم شِعْب هود،[19] حوالي 310 كم شمالاً من مدينة المكلا.[20][21] جاء في «تفسير ابن كثير»: «قال مُحَمَّدُ بن إسحاق، عن مُحَمَّدِ بن عبد اللَّه بن أبي سعيدٍ الخُزَاعِيِّ، عن أبي الطُّفَيْلِ عامِرِ بن واثِلَةَ، سمعتُ عليَّ بن أبي طالبٍ يقولُ لرَجُل مِن حَضرَمَوت: هَل رَأيتَ كَثِيبًا أَحْمَرَ تُخَالِطُهُ مَدَرَة حَمْرَاءُ ذَا أرَاكٍ وسِدْرٍ كَثِيرٍ بِنَاحيَةِ كَذا وكَذا مِن أَرضِ حَضرَمَوت، هَل رَأَيتَهُ؟ قال: نَعَم يا أمير المُؤمنينَ. واللَّهِ إِنَّكَ لَتَنْعَتُهُ نَعْتَ رَجُلٍ قد رَآهُ. قال: لا ولَكِنِّي قَد حُدِّثتُ عنه. فقال الحَضْرَمِيُّ: وَمَا شَأْنُهُ يا أمير المُؤمنينَ؟ قال: فِيهِ قبرُ هُودٍ، عليه السَّلام. رواهُ ابن جَرِيرٍ وهذا فيه فائدة أَنَّ مَساكِنَهُم كانت باليَمَنِ، وأَنَّ هُودًا، عليه السَّلام، دُفِنَ هُناك».[22][23]
- يقال أنه في مكة المكرمة في موقع بالقرب من بئر زمزم حيث يُعتقد أنه قبر هود.[24]
- يقال أن في دمشق يقع قبر هود في جهة الجدار الجنوبي من المسجد.[25] بالإضافة إلى الاستناد إلى بعض أهل العلم أن المسجد المذكور في دمشق يوجد فيه نقش، يقول: «هذا هو قبر هود».[26]
- يقال أنه في مقبرة وادي السلام في النجف الأشرف بالعراق وبجواره قبور الأنبياء صالح ونوح وآدم.[27]
- يقال أن مقام النبي هود يقع على قمة جبل مرتفع شرق مدينة جرش الأثرية وفي قرية النبي هود والمعروفة بهذا الاسم. والطريق إليه ضيق ومتعرج ذو ارتفاع حاد. ويتكون البناء من غرفة مساحتها 16 مترا مربعا تعلوها قبة وأرضيتها مفروشة بالسجاد والحصر ومساحة قطعة الأرض الكلية 160 مترا مربعا تحيط به مقبرة وفي الجهة الشرقية منه كهف قديم مظلم.
- ويقال أن قبره على قمة جبل غرب مدينة جرش الأثرية في بلدة تسمى تمنية، ويُعتقد أن القبر لا يزال موجوداً على قمة ذلك الجبل وقد روي عن ابن كثير أن قوم عاد كانوا يتزودون بالمياة من آبار تلك البلدة إذا ذهبوا إلى الكعبة المشرفة.[28] كما روي عن النبي محمد ﷺ أن النبي هود مر بوادي عسفان -شمالِ مكة- ملبيًا للحج.[29]